# Петр (Зверев)
Архиепископ Пе́тр (в миру Василий Константинович Зверев; 18 февраля (2 марта) 1878 года, Москва — 7 февраля 1929, остров Анзер, Соловки) — епископ Русской православной церкви, архиепископ Воронежский и Задонский.
Прославлен в лике Новомучеников Российских Архиерейским собором в августе 2000 года.

## Биография
Отец — священник; служил сначала в храме подмосковного села Вишняки, затем был настоятелем храма Александра Невского при доме Московского генерал-губернатора, а затем служил в Сергиевом храме Чудова монастыря в Кремле. Мать — Анна. Братья: Арсений Константинович (ст. 1947†) (в будущем чиновник), Кассиан (в будущем офицер, убит на фронте в 1914 году); Василий. Сестра — Варвара.
С 1886 года учился в московской классической гимназии. После окончания гимназии в 1895 году поступил на историко-филологический факультет Московского университета, после окончания которого поступил в Казанскую духовную академию, где принял монашество с именем Петр и был рукоположён во иеромонаха. Академию окончил в 1902 году со степенью кандидата богословия (кандидатская работа: «Экзегетический анализ первых двух глав послания апостола Павла к Евреям»).
В 1902 году назначен преподавателем Орловской духовной семинарии.
В 1903 году назначен первым настоятелем Князь-Владимирской церкви при Московском епархиальном доме и одновременно епархиальным миссионером. Состоял в числе братии Звенигородского Саввина монастыря.
В 1907 году назначен инспектором Новгородской духовной семинарии. Определением Святейшего синода от 3—12 января 1908 года уволен от службы в данной семинарии.
В 1909 году назначен настоятелем Спасо-Преображенского монастыря в Белёве Тульской епархии, находившегося недалеко от Оптиной пустыни, которую он часто посещал.
8 августа 1910 года был возведён в сан архимандрита.
6 мая 1915 года «за службу по епархиальному ведомству» Петр был награждён орденом Святой Анны 2-й степени.
В октябре 1916 года Святейший правительствующий синод распорядился направить его в распоряжение епископа Алеутского Евдокима (Мещерского) для миссионерской службы в Северо-Американской епархии. Однако поездка не состоялась, и он в 1916—1917 годах был проповедником на фронте.
6 марта 1918 год назначен настоятелем Тверского Свято-Успенского Жёлтикова монастыря. В 1918 году был взят заложником тверской губернской ЧК, но вскоре освобождён.

### Епископ Балахнинский

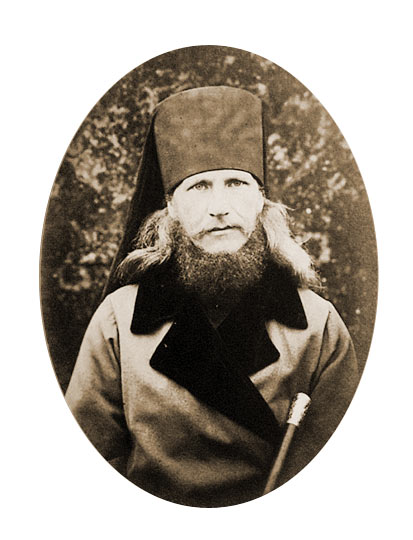

На праздник Сретения, 15 февраля 1919 года, был хиротонисан Патриархом Тихоном во епископа Балахнинского, викария Нижегородской епархии. Ввёл строгую уставную службу в Печерском монастыре, учил детей Закону Божьему.
В Нижнем Новгороде служил также в храме благоверного князя Александра Невского в Сормове (ныне ул. Баррикад), о чём свидетельствует ныне памятная доска на этом храме.
В мае 1921 года был арестован по обвинению в разжигании религиозного фанатизма, отправлен сначала в Москву (находился на Лубянке, в Бутырской и Таганской тюрьмах; в заключении тяжело заболел), а затем в Петроград. 4 января 1922 года был освобождён в результате заступничества верующих.

### Епископ Старицкий
2 января 1922 года назначен епископом Старицким, викарием Тверской епархии, управлял епархией во время отъездов правящего архиерея Серафима (Александрова), который был членом Синода.
31 марта 1922 года обратился к пастве к призывом жертвовать на нужды голодающих в Поволжье и распорядился передавать из храмов все ценные вещи, кроме предметов, необходимых для священнослужения. Сам он всё время служил как простой священник. Летом 1922 года осудил обновленческое движение.
24 ноября 1922 года был арестован и выслан в Туркестан на два года, жил в городе Перовске. Жил в тяжёлых условиях, болел цингой, в результате чего лишился зубов. В 1924 году освобождён, в конце года прибыл в Москву и недолго управлял Московской епархией.
После ареста епископа Бутурлиновского Митрофана (Поликарпова) местоблюститель Патриаршего престола митрополит Крутицкий Петр (Полянский) 16 июля 1925 года послал в Воронеж в помощь престарелому архиепископу Воронежскому Владимиру (Шимковичу) викарного епископа Петра (Зверева). При этом не ясно получил ли епископ Петр назначение на викарную кафедру или нет.
Служил в Троицкой церкви на Терновой поляне и в Преображенском церкви Покровского Девичьего монастыря. Его богослужения собирали большое число верующих, с любовью и почитанием относившихся к владыке.

### Архиепископ Воронежский
С января 1926 года, после кончины престарелого воронежского митрополита Владимира (Шимковича) был назначен по просьбе верующих архиепископом Воронежским и Задонским.
Был прекрасным оратором и проповедником. Поощрял общенародное пение. Высокий авторитет владыки привел к тому, что в том же году начался массовый отход верующих от «обновленчества» и возврат приходов в лоно Патриаршей Церкви. Эта деятельность архиепископа столкнулась с резким неприятием властей — его неоднократно вызывали в милицию и ГПУ. При этом верующие создали группу из 10—12 человек для охраны владыки, пытались устроить манифестацию в его защиту его от административного произвола. При очередной попытке в августе допросить архиерея за ним следом пришло около трёхсот верующих, которые были рассеяны конной милицией. Деятельность владыки Петра вызывала неприятие и руководящего сотрудника ГПУ Тучкова, который настаивал на его удалении из Воронежа.
Осенью 1926 года группа из девяти верующих рабочих направила телеграмму в адрес 15-й партконференции. В телеграмме говорилось: «Через местное воронежское ГПУ Тучков требует выезда в Москву единственного избранного народом, нашего православного архиепископа Петра (Зверева). Православные Воронежской губернии — 99 % исключительно рабочих и крестьян. Вызов архиепископа волнует верующих рабочих, особенно вследствие распространяемых обновленцами слухов о высылке нашего архиепископа. Для предотвращения волнения верующих рабочих и народа запросите Тучкова о причинах вызова архиепископа…» Власть расценила это событие как попытку «спровоцировать воронежских рабочих».
В ночь на 29 ноября 1926 года он был арестован. Обвинён в распространении контрреволюционных слухов, имеющих целью вызвать недоверие к советской власти и дискредитировать её, и настраивании верующих против власти. Вину не признал; 22 марта 1927 года приговорён к 10 годам лишения свободы «за контрреволюционную деятельность против советской власти». Вместе с ним были осуждены и некоторые его соратники, в том числе токарь Отроженских железнодорожных мастерских Василий Сироштан, признавший, что был инициатором посылки телеграммы (он получил пять лет лишения свободы). К 10 годам лишения свободы вместе с архиепископом был приговорён заместитель директора железнодорожного политехникума Дмитрий Москалёв. К 3 годам лишения свободы был приговорён келейник архиепископа архимандрит Иннокентий (Беда).

### На Соловках
Был отправлен для отбытия наказания в Соловецкий лагерь особого назначения (СЛОН). Исполнял обязанности счетовода на продовольственном складе, где для пресечения воровства состояло только православное духовенство. У него была возможность служить в уцелевшей церкви Онуфрия Великого. Строго соблюдал молитвенное правило, жил по церковному уставу.
После отправки из Соловков священномученика архиепископа Илариона (Троицкого) был избран ссыльными архиереями главой соловецкого православного духовенства. Возглавлял тайные богослужения, а после того как у духовенства был отобран антиминс, службы совершались на груди у архиепископа Петра.
Был отправлен в штрафной изолятор на Заяцких островах. Писатель Олег Волков, также бывший соловецким узником, вспоминал:

«То была месть человеку, поднявшемуся над суетой преследований и унижений. Неуязвимый из-за высоты нравственного своего облика, он и с метлой в руках, в роли дворника или сторожа, внушал благоговейное уважение. Перед ним тушевались сами вохровцы, натасканные на грубую наглость и издёвку над заключёнными. При встрече они не только уступали ему дорогу, но и не удерживались от приветствия. На что он отвечал как всегда: поднимал руку и осенял еле очерченным крестным знамением. Если ему случалось проходить мимо большого начальства, оно, завидев его издали, отворачивалось, будто не замечая православного епископа — ничтожного „зека“… Начальники в зеркально начищенных сапогах и ловко сидящих френчах принимали независимые позы: они пасовали перед достойным спокойствием архиепископа. Оно их принижало. И брала досада на собственное малодушие, заставлявшее отводить глаза… Преосвященный Пётр медленно шествовал мимо, легко опираясь на посох и не склоняя головы. И на фоне древних монастырских стен это выглядело пророческим видением: уходящая фигура пастыря, словно покидающего землю, на которой утвердилось торжествующее насилие… Епископа Петра схватили особенно грубо, словно сопротивляющегося преступника. И отправили на те же Зайчики…».

В этот период владыка написал Акафист преподобному Герману Соловецкому.

### Смерть в лагере
Заболел тифом и в январе 1929 года был помещён в тифозный барак, который открыли в Голгофо-Распятском скиту на острове Анзер. Там же, проболев две недели, скончался. Перед смертью написал на стене карандашом: «Жить я больше не хочу, меня Господь к Себе призывает». Вопреки запрещениям начальства, его облачили в мантию и клобук, надели омофор, вложили в руки крест, чётки, Евангелие и совершили отпевание. На могиле был поставлен крест.

## Почитание и канонизация
1 ноября 1981 года Архиерейский Собор РПЦЗ канонизировал Собор новомучеников и исповедников Российских, но без поимённой канонизации. В дальнейшем в число новомучеников был включён и архиепископ Петр с установлением памяти 26 января.
В июне 1999 года Святейший Патриарх Московский и всея Руси Алексий II благословил рабочую группу при Синодальной комиссии по канонизации святых под руководством иеромонаха Дамаскина (Орловского) из Синодальной комиссии и игумена Германа из Соловецкого монастыря отыскать место захоронения архиепископа Воронежского Петра. Его мощи обретены во время раскопок 17 июня 1999 года и положены в Соловецком монастыре. По воспоминаниям очевидца, тела у всех погребённых, умерших от тифа, имели чёрный цвет в отличие лишь от одного, как позже подтвердилось — архиепископа Петра, которое было белого цвета.
На Архиерейском соборе Русской Православной Церкви в августе 2000 года прославлен как священномученик.
9 августа 2009 года мощи священномученика Петра (Зверева), за исключением честной главы, которая по резолюции Патриарха Кирилла осталась на Соловках, были доставлены Соловецкого монастыря в Алексиево-Акатов женский монастырь города Воронежа; перенесение святыни совпало с 80-летием со дня преставления священномученика и 10-летием обретения его честных мощей.

## Родословная и друзья
Когда о. Петр жил в Москве, он поселился к своему брату Звереву Арсению Константиновичу (ст. 1947†), сестра жены брата владыки Евгении Михайловны Тьедер — Елизавета Михайловна (1885—31.10.1959†), к сестре Арсения Евгении Михайловне (1884—1973†) (дочь или сестра Целиков-Кропотова Мария Николаевна (1900—1975†).
Стела захоронения находится на Введенском кладбище, где похоронены хорошие друзья Зверевых Сомовы. Стелы находятся неподалёку от белого ангела семьи Рекков-Третьяковых (не доходя до ангела, повернуть направо по узкой тропинке справа будет постамент Сомовых, потом — семьи Тьедер — Стыровых, слева от них — Зверевы (информация ещё не дополнена).

Из воспоминаний Ирины Михайловны Картавцевой:
У нас часто зимой гостил дедушка (С. 11) Константин Михайлович Сомов из рода тех же Сомовых, «сердцем простодушных». Это был совершенно очаровательный человек, которого любили все поголовно. Любили все родные, знакомые, извощики, прислуга и даже прислуга наших знакомых. Батюшка тоже очень любил «дедусю», как мы его называли, и сам хоронил его в 1911 г., о чём я скажу в свое время. «Дедуся», в свою очередь, как-то особенно нежно любил батюшку. Гостили у нас часто в то время тётушки Сомовы, дочери Конст[антина] Мих[айловича], монахини. Старшая — Елена Константиновна, в мон[ашестве] София, и младшая — Ольга Конст[антиновна], в монашестве Тихона. Их батюшка тоже любил. Ольга Конст[антиновна] была из Шамордина монастыря (близ Оптиной пустыни). Она была завед[ующей] иконописной мастерской. Батюшка через нее делал разные заказы в Шамордине и очень любил эту обитель

Из знакомых завсегдатаев бывал Александр Ильич Михайловский — генерал в отставке. Он был неверующий, но очень любил отца Петра, всегда подходил под благо (С. 12) словение, и они целовались. Он был большой монархист, и они с б[атюшкой] любили по этому поводу поговорить. Бывал также часто хозяин дома, в котором мы жили, врач Станислав Ильич Раковский. Он был поляк и католик, но, несмотря на это, очень уважал батюшку, и тот иногда лечился у него.
Когда Петр был в ссылке Тьедер Елизовета Михайловна вместе с И. М. Картавцевой готовили передачку:
В ноябре 1926 г. я узнала ужасную новость. Владыку арестовали, посадили в отдельный вагон и привезли прямо на Лубянку. Как рассказывали воронежцы, в городе делалось что-то неслыханное, и многие говорили, что, вероятно, похоже было на то, как в Иерусалиме в дни распятия и смерти Господа нашего Иисуса Христа. Весь город был на ногах. Толпы народа не расходились ни днем, ни ночью, особенно около дома, где владыка жил. Ничто не помогло, (С. 25) и когда пробил его час, тут его и взяли. Я как раз в это время поступила на вторую временную работу в д/сад и часто оставалась ночевать у Зверевых, когда в квартире у них собирались готовить передачу. Передачу принимали, кажется, 2 раза в неделю, а может быть, и один раз. Я повариха была плохая и все мыла посуду. Передачу делало всегда одно и то же лицо — Елизавета Михайловна Тьедер, сестра жены брата владыки Евгении Михайловны.